# Râul Șoimușu Mic
Râul Șoimușu Mic este un curs de apă, afluent al râului Eliseni.  

## Hărți
- Harta județului Harghita